# Municipio de Orange (condado de Clinton)
El municipio de Orange (en inglés: Orange Township) es un municipio ubicado en el condado de Clinton en el estado estadounidense de Iowa. En el año 2010 tenía una población de 1177 habitantes y una densidad poblacional de 15,36 personas por km².

## Geografía
El municipio de Orange se encuentra ubicado en las coordenadas 41°48′54″N 90°37′25″O / 41.81500, -90.62361. Según la Oficina del Censo de los Estados Unidos, el municipio tiene una superficie total de 76.61 km², de la cual 76,53 km² corresponden a tierra firme y (0,11 %) 0,09 km² es agua.

## Demografía
Según el censo de 2010, había 1177 personas residiendo en el municipio de Orange. La densidad de población era de 15,36 hab./km². De los 1177 habitantes, el municipio de Orange estaba compuesto por el 98,47 % blancos, el 0,08 % eran afroamericanos, el 0,25 % eran amerindios, el 0,25 % eran asiáticos, el 0,17 % eran de otras razas y el 0,76 % eran de una mezcla de razas. Del total de la población el 1,44 % eran hispanos o latinos de cualquier raza.